# Abbas Diop
Moustapha Abbas Diop (18 aprile 1958) è un ex cestista ivoriano.

## Carriera
Con la Costa d'Avorio ha disputato due edizioni dei Campionati mondiali (1982, 1986) e sette dei Campionati africani (1978, 1985, 1989, 1992, 1993, 1995, 1997).